# قائمة زملاء الجمعية الملكية المنتخبين في 1849
هذه الصفحة تعرض قائمة زملاء الجمعية الملكية المُنتخبين لعام 1849.

## الزملاء
- James Glaisher [الإنجليزية]‏
- James Prince Lee [الإنجليزية]‏
- جون كوش آدامز
- ويليام لاسيل
- Francis Baring, 1st Baron Northbrook [الإنجليزية]‏
- توماس أندروز
- John Dalrymple (physician) [الإنجليزية]‏
- Philip James Yorke [الإنجليزية]‏
- Robert Alfred Cloyne Godwin-Austen [الإنجليزية]‏
- روبرت كين
- Andrew Ramsay (geologist) [الإنجليزية]‏
- جون سكوت راسل
- روبيرت ستيفنسون
- Francis Sibson [الإنجليزية]‏
- تشارلز باري
- Henry Beaumont Leeson [الإنجليزية]‏